# Baluarte de Santiago (Campeche)

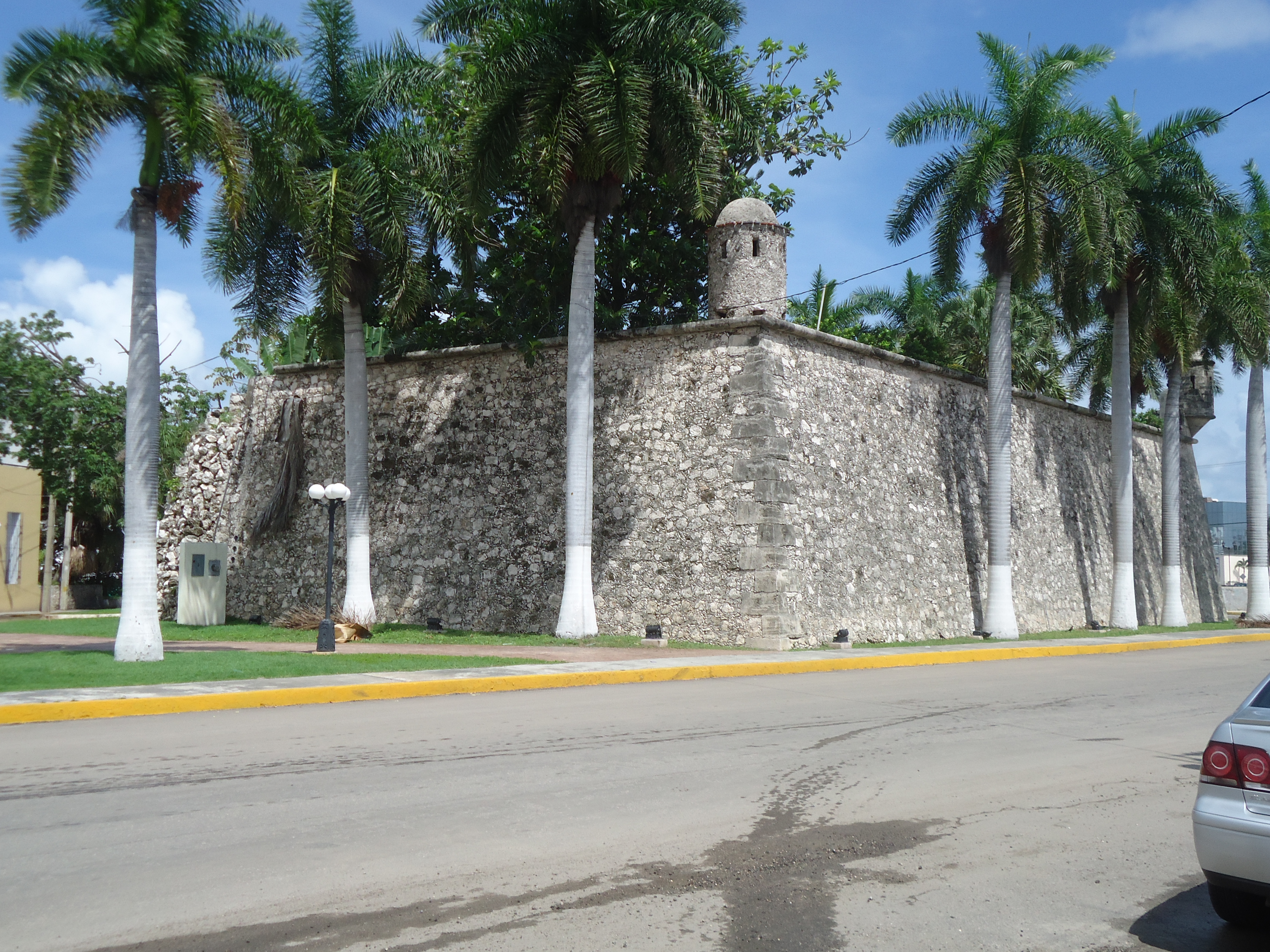
Vista del Baluarte de Santiago

El Baluarte de Santiago, se localiza en la Ciudad San Francisco de Campeche, Campeche, México. Éste fue el último de los ocho baluartes, el nombramiento a este baluarte fue dado en honor a Santiago de Compostela o Santiago Matamoros patrono de las conquistas de los españoles, se terminó de construir en 1704, y así fue como quedó amurallada la ciudad. Sus caras medían 30.71 metros y sus flancos casi 15 metros. A principios del siglo XX, el Baluarte de Santiago fue demolido y lo que ahora conocemos es una réplica, muy diferente al original que era similar al Baluarte de San Carlos, fue edificada en los años cincuenta.

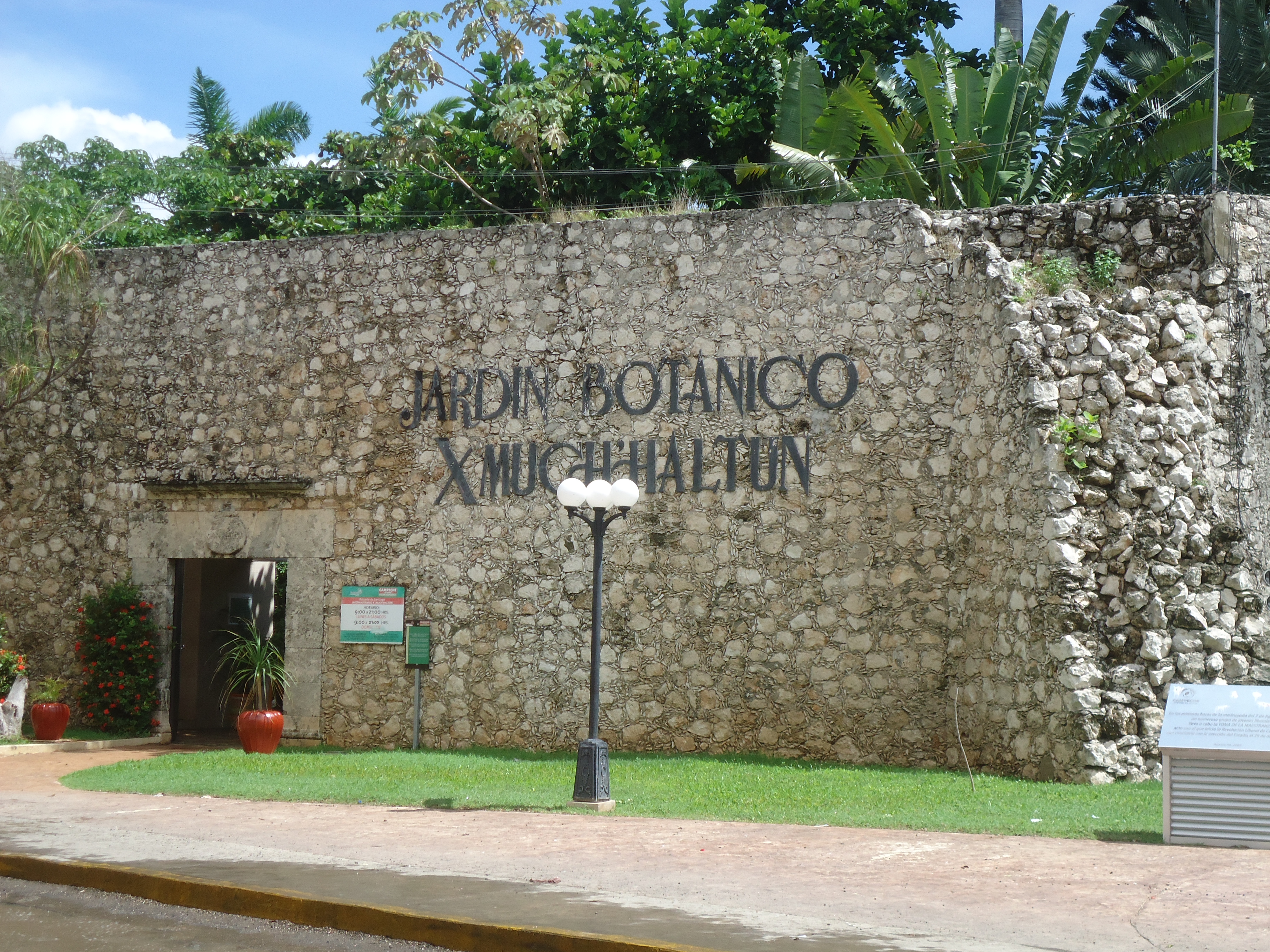
El Baluarte de Santiago, actualmente albergando el Jardín Botánico X’much Haltún

Al igual que los otros baluartes, éste fue uno de los que también defendieron la ciudad contra los ataques de los piratas. La estructura conserva sólo la puerta de acceso original, ya que el resto del recinto es producto de remodelaciones. Actualmente alberga el Jardín Botánico X’much Haltún (conjunto de sartenejas) contando con una gran cantidad de flora de la región, de las cuales algunas son plantas medicinales, otras son comestibles, otro tipo de flora que alberga son las plantas de ornato.

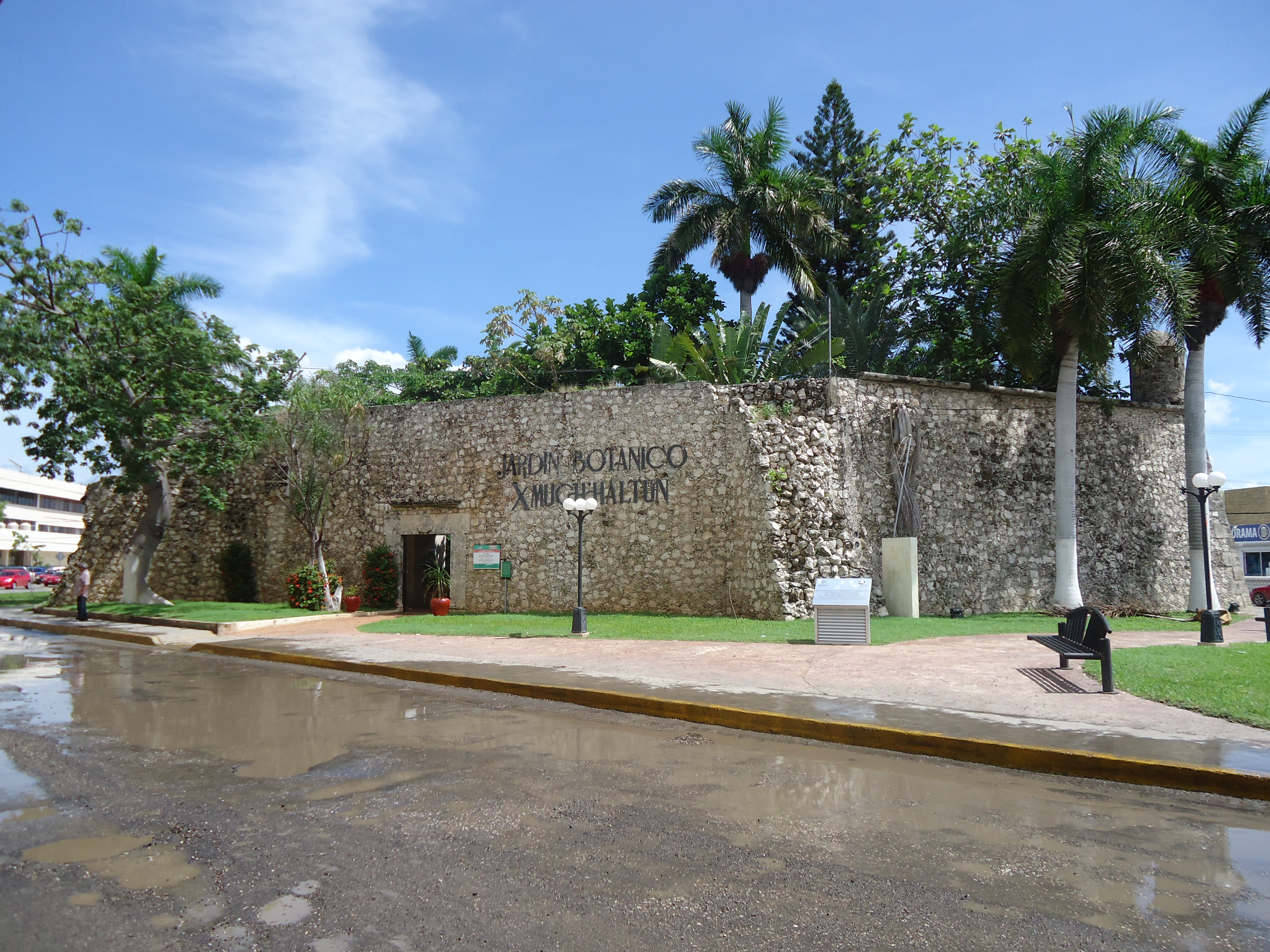